# Angel Peak
Angel Peak är en bergstopp i Kanada. Den ligger i provinsen British Columbia, i den centrala delen av landet. Toppen på Angel Peak är 2 085 meter över havet.
Trakten runt Angel Peak består i huvudsak av bergsängar.